# Nordkraft (film)
 For alternative betydninger, se Nordkraft. (Se også artikler, som begynder med Nordkraft)
Nordkraft er en dansk drama spillefilm fra 2005, baseret på Jakob Ejersbos bog og instrueret af Ole Christian Madsen. Thure Lindhardt vandt i 2006 en Robert for årets mandlige birolle i rollen som Steso.

## Medvirkende
- Thure Lindhardt (Steso)
- Signe Egholm Olsen (Maria)
- Claus Riis Østergaard (Allan)
- Farshad Kholghi (Hossein)
- Thomas L. Corneliussen (Asger)
- Pernille Vallentin Brandt (Tilde)
- Signe Vaupel (Maja)
- Rudi Køhnke (Frank)
- Joachim Malling (Michael)
- Finn Storgaard (Hans Jørgen)
- Maria Stenz (Marias mor)
- Kirsten Norholt (Allans mor)
- Søs Egelind (Stesos mor)
- Lars Mikkelsen (Stesos far)
- Nanna Berg (Nadia)
- Ulver Skuli Abildgaard (Bjarne)
- Paw Henriksen (Rocker)
- Barbara Hesselager (Franks pige)
- Mark Hoppe (Mand der løber)
- Rasmus Møller Lauritsen (Junkie)
- Nils P. Munk (Aksel)
- Priscilla Rasmussen (Mette)
- Stanislav Sevcik